# Istituto statale d'arte Filippo Figari
L'istituto statale d'arte Filippo Figari è un edificio storico a Sassari ed è la più antica scuola d'arte della Sardegna.

## Storia
L'edificio, costruito sopra un terreno adibito a campo di addestramento militare, venne edificato con lo scopo di farne un calzaturificio. Ben presto, nel 1923, venne invece adibito a Regia Scuola di tirocinio per le arti edili e fabbrili. Fu solo nel 1935 sotto la direzione di Filippo Figari che l'istituto crebbe di pregio, fino a diventare ufficialmente Regio Istituto d’Arte per la Sardegna, il 1º ottobre 1940.
Hanno frequentato l'istituto, in qualità di docenti o di allievi, artisti come Filippo Figari, Stanis Dessy, Giuseppe Magnani, Vico Mossa, Eugenio Tavolara e Gavino Sanna.